# وست کنبانک (مین)
وست کنبانک(به انگلیسی: West Kennebunk) شهری در ایالت مین کشور ایالات متحده آمریکا است که جمعیت آن در سرشماری سال ۲۰۱۰ میلادی، ۱٬۱۷۶ نفر بوده‌است.